# Friedrich Bolger
Friedrich Dawidowitsch Bolger (russ. Фридрих Давидович Больгер; * 12. April 1915 im Dorf Reinhardt an der Wolga (heute Osinowka, Saratower Oblast), Russisches Kaiserreich ; † 14. Dezember 1988 in Jarowoje, Region Altai, Sowjetunion) war ein Übersetzer, Publizist sowie bedeutender Lyriker und Dramatiker der deutschsprachigen Minderheit in Russland.

## Leben
Friedrich Bolgers Familie war deutscher Herkunft. Der Vater arbeitete als Tierarzt in der vormaligen Wolgadeutschen Republik, die einst Autonomierechte innerhalb des Russischen Zarenreichs wie auch zeitweise in der Sowjetunion genoss. Nach seinem Germanistikstudium an der Pädagogischen Hochschule der Stadt Engels, arbeitete er fünf Jahre lang als Lehrer. Da im Jahre 1941 auf Befehl Josef Stalins alle deutschstämmigen Sowjetbürger als Volksfeinde zu gelten hatten, wurde die Wolgadeutsche Republik aufgelöst und die Bevölkerung zwangsweise nach Sibirien und in das sowjetische Zentralasien deportiert. Friedrich Bolger landete in der Kasachischen SSR, kam kurz darauf, wie viele sogenannte Volksfeinde in ein Arbeitslager. Bolger verrichtete dort von 1942 bis 1946 raue Bauarbeiten im Uralgebirge. Nach den unterschiedlichsten Arbeiten, bekam Friedrich Bolger 1962 in der sowjetischen Region Altai eine Stelle bei der Zeitung Rote Fahne, bei welcher er bis 1971 Mitarbeiter blieb. Darauffolgend wurde Bolger freischaffender Schriftsteller. Friedrich Bolger schrieb überwiegend in deutscher Sprache. Als typisch für seine Werke (Prosa-Erzählungen, Lyrik, Theaterstücke) werden tiefe Gefühle, philosophische wie ästhetische Gedanken aufgeführt. Der russlanddeutsche Schriftsteller war stark beeinflusst durch Einschläge ostslawischer Dichtung, wie auch dem russischen Witz.

## Werke (Auswahl)
- Weil Mensch du bist (1966)
- Gedichte (1971)
- Des Dichters Herz (1973)
- Mein schönster Tag (1982)

| Personendaten    | Personendaten                                              |
| ---------------- | ---------------------------------------------------------- |
| NAME             | Bolger, Friedrich                                          |
| ALTERNATIVNAMEN  | Фридрих Больгер (russisch)                                 |
| KURZBESCHREIBUNG | Übersetzer, Publizist und russlanddeutscher Schriftsteller |
| GEBURTSDATUM     | 12. April 1915                                             |
| GEBURTSORT       | Reinhardt an der Wolga                                     |
| STERBEDATUM      | 14. Dezember 1988                                          |
| STERBEORT        | Jarowoje, Region Altai, Sowjetunion                        |